# Ma Haijun
En aquest nom xinès, el cognom és Wu.
Ma Haijun (en xinès: 马海军, 1 de gener de 1985) és un ciclista xinès, professional del 2009 al 2012.

## Palmarès
- 2007
  -  Campió de món Elit B en contrarellotge
  - Vencedor d'una etapa al Tour del Mar de la Xina Meridional